# Môhan Wijayaratna
Môhan Wijayaratna, né en 1947 au Sri Lanka, est un anthropologue français spécialiste du bouddhisme, en particulier du courant theravada, expert en langues pâli et sanskrit, et traducteur depuis ces langues. Ses travaux ont en partie porté sur la vie du Bouddha, dans le cadre de la société indienne de l'époque.
Il a obtenu en 1980 une thèse de 3ème cycle en science des religions sous la direction de Guy Bugault, puis est devenu enseignant-chercheur au Wolfson College (Oxford).
En 1986 il a obtenu une thèse de doctorat d'Etat en philosophie à l'Université Paris-Sorbonne sous la direction d'André Bareau.
Wijayaratna a ensuite travaillé sous la direction d'André Bareau à l’Institut de civilisation indienne du Collège de France (rebaptisé Institut d’études indiennes en 2001, et Centre d’études indiennes et centrasiatiques en 2022).
Il a été Professeur invité de diverses universités de Kyoto et de Tokyo.

## Ouvrages
- Traductions de textes bouddhiques
  - Sermons du Bouddha, Éditions du Cerf, 1988.
  - Les Entretiens du Bouddha, Seuil, 2001.
  - Sermons du Bouddha, Seuil, 2005.
  - Digha Nikaya (3 tomes), Éditions Lis, 2007-2008.
  - Majjhima Nikaya (5 tomes), Éditions Lis, 2009-2011.

- Autres ouvrages
  - Le Moine bouddhiste selon les textes du Theravâda, Éditions du Cerf, 1983, Éditions Lis, 2016.
  - Le Bouddha et ses disciples, Éditions du Cerf, 1990.
  - Les Moniales bouddhistes, Éditions du Cerf, 1991, Éditions Lis, 2016.
  - Le renoncement au monde, Éditions Lis, 2002.
  - Au-delà de la mort, Éditions Lis, 1996.
  - Le dernier voyage du Bouddha, Éditions Lis, 1998.
  - Le Culte  des dieux chez les bouddhistes singhalais, Éditions du Cerf, 1987.
  - La Philosophie du Bouddha, Éditions Lis, 2000.